# Manuel Cano García
Manuel Cano García   (Tíjola, 1921 - Girona, 1977) va ser un músic i compositor català d'origen andalús.
Amb només 20 anys va traslladar-se a Girona per amor i es va casar amb Montserrat Serra Fabrellas, amb qui va tenir quatre fills. Després de passar uns anys combinant la música amb una feina estable va decidir dedicar-se al cent per cent al que fins aleshores havia sigut el seu hobby. Amb l'ajuda de Jaume Cristau, amb qui va mantenir una amistat molt estreta, va engegar a Girona la discogràfica Sandiego. Cano va mantenir a tota la família amb els ingressos de la discogràfica, movia cel i terra per a vendre i promocionar tot allò que enregistraven. Malauradament, va emmalaltir i va morir amb només 56 anys.

## Formació
Quan va arribar a Girona i amb els horaris que tenia a la feina, li va ser impossible assistir a classes de música, per tant, tot el que va aprendre ho va fer a través de llibres i de l'ajuda del seu amic Jaume Cristau. Va començar tocant la guitarra tot i que també va provar el saxòfon. Finalment, l'instrument al que més es dedicà va ser el contrabaix. Va entrar a formar part de la Cobla-orquestra Selección (1954-1955), i va ser un dels fundadors de l'Orquestra Bahía (1956), de la qual fou contrabaixista i director fins entrats els anys 60.
Al cap d'un temps va començar a compondre les seves pròpies peces amb l'ajuda de Jaume Cristau, qui, en ser un músic amb formació, l'aconsellava en les harmonitzacions de les melodies que ideava. Va compondre peces per a banda, boleros, cançons i fins i tot sardanes. En les seves composicions d'estil similar al que tocaven les big bands nord-americanes utilitzava el pseudònim de Frank Miller. Tot allò pertanyent a un estil jazzístic, normalment swing i soul, estava signat amb aquest pseudònim.

## DISCOS SANDIEGO
Cano va comprar material d'enregistrament i va muntar la discogràfica Sandiego a casa seva, just davant de la Catedral de Girona. Va triar el nom en honor del seu pare, que es deia Diego. Ell i Jaume Cristau componien peces i contractaven músics per a gravar-les. Per economitzar recursos, reutilitzaven algunes de les bases instrumentals en més d'una peça i triaven portades en les que no hi sortissin gaire cares.
Sobretot enregistraven discos promocionals i souvenirs turístics que venien a la costa brava. La discogràfica va ser un motor musical molt important per a la ciutat, doncs era l'única que hi havia a Girona. També val a dir que al haver-hi un lloc on enregistrar les cançons, alguns músics novells van tenir l'oportunitat de promocionar-se.
La discogràfica es va traslladar durant un temps a Llambilles però finalment va tornar a Girona fins al dia del seu tancament.

## OBRA
- Peces per a banda i/o orquestra:
  - La Camioneta, Bta, Tmb, Pdt, Alt, Ten, Bart, Tbó, Cl, Tpta, Fsc. Arranjada per Cristau el ‘73.
  - La Puntaire, Tpta, Sx, Vc, Vl, Fl. c.a. 1965-1970. Arranjada per Cristau el 1985.
  - Igual, Veu i acompanyament. c.a. 1965-1970.
  - Poesia, Ob, Tpta, Perc, Bta, Fl, Tbó, Cl, Vl, B, Gui. c.a. 1965-1970.
  - Balada, B, Ob, Gui, Vib, Tpta, Cl, Tbó, Fl, Bta. c.a. 1965-1970.
  - Rita, Gui, Sx, P. Arranjada per Cristau ‘72-’73.
  - Nuestro Romance, Gui, P, Sx. Arranjada per Cristau ‘72-’73.
  - Miedo, Gui, Sx, B, Bta. Arranjada per Cristau ‘72-’73.
  - Alhambra, Gui, P, Sx, B, Cb, Bart, Tbó, Tpa. Arranjada per Cristau ‘72-’73.
  - Aleluya Eurovisó, 1980. Arranjada per Cristau.
  - Primita Hermana, Sx, Tpa, Tbó, B, Tpta, Cl. Arranjada per Cristau ‘73.
  - Sintonia en soul, Tpta, Tbó, B, Gui, Sx, Bta. (Frank Miller i JAE). Arranjada per Cristau ‘73.
  - Cincinati, Veu, Sx, Gui, B, Tpta. (Frank Miller). Arranjada per Cristau ‘73.
- Enregistraments:
  - Julia con la Orquestra Caravana (SAN-127):
    - Cara A: Viejo Callejón i Mi Pueblo.
    - Cara B: Palomina i Que Digan.

  - Mi Rumba Girana (SAN-160): Grupo Rumba 74.
    - Cara A: Mi rumba gitana.

  - SAN-110: Orquestra Selvatana.
    - Cara A: Calypso en España (Frank Miller) i Modistilla Twist.

  - SAN-111: Sardanes a Salvador Dalí, cobla La Selvatana.
    - Cara B: La Daliniana.

  - SAN-119: Juan Ramon su voz y su guitarra.
    - Cara A: Tina (Miller, Noguera, Albertí) i Nuestro Amor (Cano, Ballescá, Noguera).
    - Cara B: Juntos Caminamos (Miller, Albertí, Llavona) i Ven (Cano, Ballescá, Noguera).

  - SAN-123: Conjunto Los Supers.
    - Cara B: La Repanocha.
    - Cara A: Playa de Aro (Cristau i Cano) i Que Digan.

  - SAN-142: Orquesta Caravana y Tropical Combo.
    - Cara A: La Camioneta.
    - Cara B: Primita Hermana.

  - SAN-150: Frank Miller Group.
    - Cara A: Inmovix i Azules Soledades (Frank Miller).
    - Cara B: Mas Dinero (Frank Miller) i Mi Fiercilla.

  - SAN-141: Frank Miller y sus Barbudos.
    - Cara A: Siempre juntos i Oh Tina!
    - Cara B: Cariño ven i Saben tus padres.

  - SAN-108: Abelardo con “Los 4 Diplomáticos”.
    - Cara A: Modistilla Twist i Lloret de Mar (Frank Miller).

  - SAN-155: Frank Miller y su orquestra
    - Cara A: Sicodelico (Frank Miller).
    - Cara B: Melenas Club (Frank Miller).

  - SAN-147: Jae’s Group.
    - Cara A: Es el amor.

  - SAN-128: Sardanes a la vora del mar. Cobla Caravana.
    - Cara B: Bella costa brava.

  - SAN-104: Sardanas por Cobla La Selvatana.
    - Cara B: Bahia de Roses.
- Sardanes:
  - Badia de Roses, 31x79, s60.
  - Bella Costa Brava, 29x83, s59.
  - C’an Morro Fred, 41x83.
  - Castell d'Aro, 21x79.
  - Daliniana, 35x73, s53.
  - Riu Ter, 21x81, s65.